# Vereniging van Vrijzinnige Protestanten
De Vereniging van Vrijzinnige Protestanten in Nederland (VVP), in 1904/1913 opgericht als Vereniging van Vrijzinnig Hervormden, is de belangrijkste organisatie van de vrijzinnige stroming binnen de Protestantse Kerk in Nederland. Zij noemt zich een "beweging voor eigentijds geloven".

## Geschiedenis
Nadat in de 19e eeuw de orthodox gereformeerde stroming binnen de Nederlandse Hervormde Kerk zich organiseerde, onder meer in de Confessionele Vereniging (1864), ontstond ook bij de vrijzinnige stroming behoefte zich te organiseren.  In 1894 werd de Evangelische Unie opgericht.  In 1904 werd in Bolsward de Vereniging van Vrijzinnig Hervormden in Friesland opgericht, in de jaren daarop gevolgd door soortgelijke organisaties in andere provincies.  In 1913 gingen de provinciale verenigingen en de EU op in een landelijke Vere(e)niging van Vrijzinnig Hervormden in Nederland (VVH).
In 2004 ging de Nederlandse Hervormde Kerk op in de Protestantse Kerk in Nederland. De VVH wijzigde toen haar naam in Vereniging van Vrijzinnige Protestanten in Nederland (VVP).
In januari 2016 riep de VVP samen met predikantenvereniging Op Goed Gerucht de achterban op de inzegening van het homohuwelijk via kerkenraden en regionale vergaderingen te agenderen voor de landelijke synode waarmee ze het particuliere initiatief van ds. Klaas Douwes ondersteunen. De huidige kerkorde gaat namelijk niet verder dan relaties van mensen van hetzelfde geslacht te zegenen.

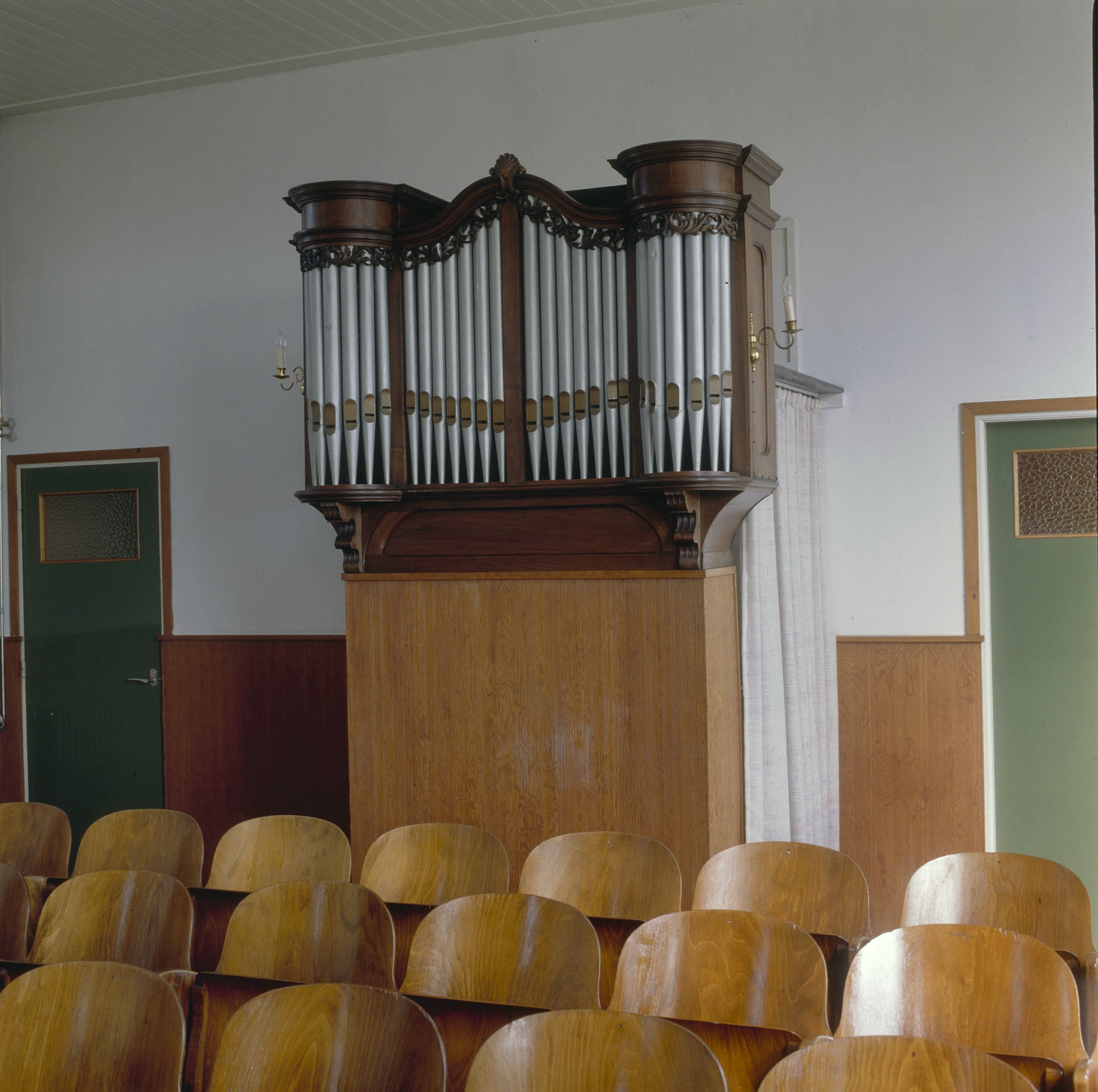
Kerkzaal van de Vereniging van Vrijzinnig Hervormden in Maasdijk (Westland).